# جورج تریپ
جورج تریپ (انگلیسی: Georg Tripp؛ زادهٔ ۱۸ مارس ۱۹۴۱) بازیکن فوتبال اهل آلمان است.
از باشگاه‌هایی که در آن بازی کرده‌است می‌توان به باشگاه فوتبال کلن، باشگاه فوتبال متس، باشگاه فوتبال ماینتس ۰۵، باشگاه فوتبال کیکرز اوفنباخ، و باشگاه فوتبال سدان اشاره کرد.